# 岩倉站 (山口縣)
岩倉站（日语：／ Iwakura eki */?）是位於山口縣山口市阿知須714番，西日本旅客鐵道（JR西日本）的宇部線車站。

## 歷史
- 1925年（大正14年）3月26日 - 宇部鐵道（日语：宇部鉄道）小郡站（現時為新山口站）至本阿知須站（現時為阿知須站）之間開通。岩倉停留場啟用。（距離現時車站向新山口一方0.1公里）
  - 當時車站地址為山口縣吉敷郡井關村（日语：阿知須町）。
- 1940年（昭和15年）11月3日 - 實施町制，井關村改名為阿知須町（日语：阿知須町）（第一次），車站地址變為山口縣吉敷郡阿知須町。
- 1943年（昭和18年）5月1日 - 宇部鐵道被國有化。岩倉停留場廢止。
- 1953年（昭和28年）8月15日 - 日本國有鐵道宇部線在現時車站位置開設岩倉站。
  - 當時車站地址為山口縣吉敷郡阿知須町。
- 1987年（昭和62年）4月1日 - 伴隨國鐵分割民營化，車站由西日本旅客鐵道（JR西日本）營運。
- 2005年（平成17年）10月1日 - 隨著山口市（第三次）成立，車站地址變為山口縣山口市阿知須。

## 車站構造
車站是一座地面車站，設有1面1線的單式月台。往宇部新川方向的列車會開啟右邊車門。此站沒有車站大樓，車站出入口直接連接月台。此站沒有自動售票機。
此站是由山口地域鐵道部管理的無人車站。

## 車站周邊
- 基拉拉濱（日语：きらら浜）
  - 山口県立基拉拉濱自然觀察公園
  - 山口基拉拉博紀念公園（日语：山口きらら博記念公園）
- 國道190號（日语：国道190号）
- 山口縣道212號山口阿知須宇部線（日语：山口県道212号山口阿知須宇部線）

## 使用狀況
以下為近年使用人次：
| 乘車人次變化 | 乘車人次變化 |
| 年度         | 1日平均人次  |
| ------------ | ------------ |
| 1999         | 61           |
| 2000         | 58           |
| 2001         | 55           |
| 2002         | 43           |
| 2003         | 40           |
| 2004         | 36           |
| 2005         | 33           |
| 2006         | 41           |
| 2007         | 42           |
| 2008         | 36           |
| 2009         | 32           |
| 2010         | 32           |
| 2011         | 44           |
| 2012         | 36           |
| 2013         | 34           |
| 2014         | 34           |
| 2015         | 37           |
| 2016         | 33           |
| 2017         | 30           |
| 2018         | 25           |

## 相鄰車站
西日本旅客鐵道（JR西日本）
■宇部線
周防佐山－岩倉－阿知須

## 注腳
1. ↑  山口縣統計年鑑

## 外部連結
- 岩倉｜車站資訊：JR出門網 - 西日本旅客鐵道（日語）